# Danielle Demski
Danielle Demski, née en 1981 à Chandler en Arizona, est une actrice américaine.

## Biographie
Danielle Demski a gagné le concours Miss Arizona USA 2004.

## Filmographie
- 2004 : Miss USA (programme télévisé) : miss Arizona
- 2006 : Three Card Poker National Championship (téléfilm) : elle-même
- 2008 : Destination TV (série télévisée) : elle-même
- 2009 : Le Puits et le Pendule (The Pit and the Pendulum) : Alicia
- 2010 : Tranced
- 2011 : CSI: Miami (série télévisée) : la reportère
- 2011 : Renegade : Clara Roberts
- 2010-2011 : The Gossip Queens (série télévisée) : elle-même
- 2012 : Celebrity Poker Live (série télévisée) : elle-même
- 2012 : The Closer Series Finale: Red Carpet (téléfilm) : elle-même
- 2012 : Blue Lagoon: The Awakening (téléfilm) : la seconde reportère
- 2013 : The Bold and the Beautiful (série télévisée) : Danielle
- 2013 : Victoria's Secret Semi-Annual Sale (court métrage)
- 2014 : TMI Hollywood (série télévisée)
- 2014 : The Young and the Restless (série télévisée) : la femme d'affaires